# Helmich Ledeboer
Helmich Ledeboer (Enschede, 14 juni 1844 - Almelo, 11 februari 1912) was een zoon van de Twentse textielfabrikant Abraham Ledeboer en Maria Geertruid van Heek.
Helmich was mede-oprichter en firmant van de bankiersfirma Ledeboer & Co, een bank die werd overgenomen door de Twentsche Bank. Hij trouwde op 27 mei 1869 te Nordhorn met Julia Stroink.
Hun zoon was Abraham Hendrik Ledeboer.